# كريوزوت

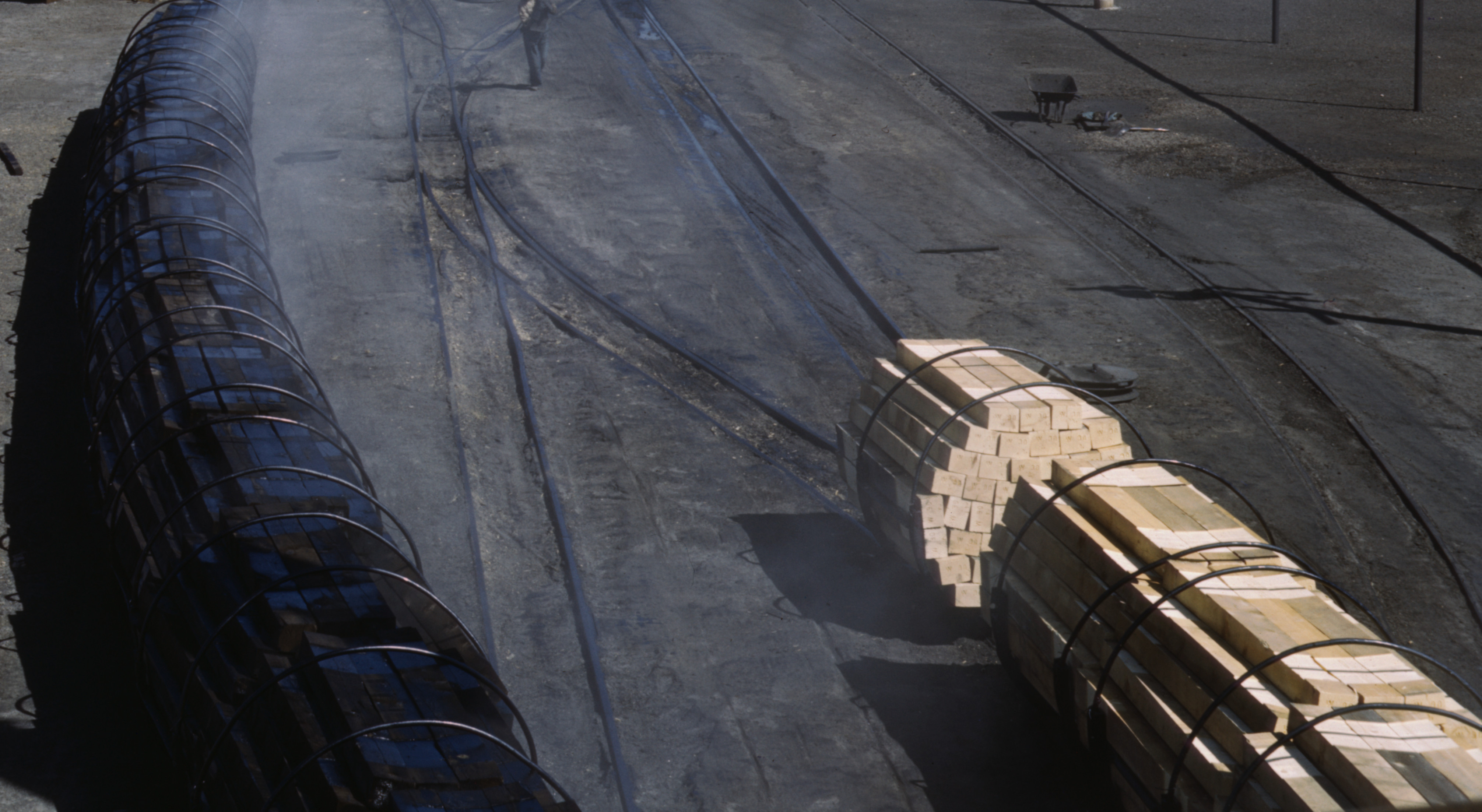

روح القطران أو (نقحرة: كريوزوت  كريوسوت) أوهو مزيج من المركبات الكيميائية العضوية التي يحصل عليها من التقطير والتحلل الحراري للقطران. يمكن تصنيف مركبات روح القطران حسب المنشأ إلى قطران الفحم وكريوزوت قطران الخشب.
يستخدم روح القطران مادة حافظة في حفظ الخشب ومعقّمة.
يعود أصل تسمية كلمة كريزوت من الإغريقية: κρέας (كرياس) بمعنى: لحم؛ ومن σωτήρ (سوتر) بمعنى: حفظ؛ إذ أن المواد الكيميائية في الكريوزت هي المسؤولة عن خواص اللحم المدخّن من حيث الثباتية والنكهة والرائحة.

## التركيب
يتألف روح القطران عموماً من مزيج من كريوزول (حوالي 35%)؛ وجاياكول (حوالي 25%)؛ ومركبات كريسول (حوالي 22%)؛ بالإضافة إلى الفينولات وإيثيل الفينولات والزيلينولات.

## اقرأ أيضاً
- قطران